# Знаменка (Коми)
Знаменка — посёлок в Троицко-Печорском районе республики Коми, административный центр сельского поселения Знаменка.

## География
Находится в южной части района недалеко от правого берега Печоры близ устья реки Пожег на расстоянии примерно 88 километров по прямой от поселка Троицко-Печорск на юг-юго-восток.

## Климат
Климат умеренно-континентальный, лето короткое и умеренно-прохладное, зима многоснежная, продолжительная и холодная. Среднегодовая температура -1.2 градусов С, при этом средняя температура января равна -18 градусов С, июля 16 градусов С. Продолжительность отопительного периода равна 254 суткам при среднесуточной температуре -7,40 градусов С. Устойчивый снежный покров образуется в среднем в 26 октября и продолжается до 14 мая. Средняя высота снежного покрова за зиму незащищенных участков – 74 см, максимальная – 116 см, минимальная – 38 см.
Часовой пояс
Поселок Знаменка находится в часовой зоне МСК (московское время). Смещение применяемого времени относительно UTC составляет +3:00.

## История
Впервые упомянут в 1956 году как поселок лесозаготовителей Пожегодский (Пожег) в Мамыльском сельсовете. В 1959 году получил нынешнее наименование.

## Население
| 1989 | 2000 | 2002 | 2010 |
| ---- | ---- | ---- | ---- |
| 845  | ↘515 | ↘413 | ↘291 |

Постоянное население составляло 413 человек в 2002 году (русские 74%), 291 человек в 2010 году.